# Sauvage : Canicule 2
Pour les articles homonymes, voir Canicule (homonymie).
Série
Canicule
(2020)
Pour plus de détails, voir Fiche technique et Distribution.
Sauvage : Canicule 2 (Force of Nature: The Dry 2) est un thriller australien réalisé par Robert Connolly, sorti en 2024 et adapté du roman policier Force of Nature de Jane Harper. Il met en scène le personnage d'Aaron Falk et fait suite au film Canicule du même réalisateur et sorti en 2020.

## Synopsis
En Australie, l'enquêteur Aaron Falk et sa coéquipière Carmen Cooper sont sur le point de faire tomber la société Bailey Tenants pour blanchiment d'argent. L'une des employées, Alice Russell, est l'informatrice qui doit leur fournir les dernières preuves décisives. Mais elle disparait mystérieusement lors d'une randonnée organisée par son entreprise. Aaron et Carmen rejoignent les enquêteurs qui tentent de la retrouver.

## Fiche technique
- Titre original : Force of Nature: The Dry 2
- Titre français : Sauvage - Canicule 2
- Réalisation : Robert Connolly
- Scénario :
- Photographie :
- Musique :
- Montage :
- Société de distribution : Roadshow Films
- Sociétés de production : Screen Australia , Film Victoria , Made Up Stories , Arenamedia et Pick Up Truck Pictures
- Productions :
- Genre : Thriller ; drame
- Pays d'origine :  Australie
- Durée : 108 mins
- Dates de sortie :
  -  Australie : 21 janvier 2024 (Melbourne) ; 8 février 2024 (national)
  -  États-Unis : 19 avril 2024 (sortie limitée)
  -  France : 16 octobre 2024 (diffusion sur Canal+ et sortie en VOD)

## Distribution
- Eric Bana : Aaron Falk
- Jacqueline McKenzie : Carmen Cooper
- Anna Torv : Alice Russell
- Robin McLeavy : Lauren
- Sisi Stringer : Bethany "Beth"
- Lucy Ansell : Brianna "Bree"
- Deborra-Lee Furness : Jill Bailey
- Richard Roxburgh : Daniel Bailey
- Kenneth Radley : le sergent Vince King
- Tony Briggs : Ian Chase
- Ingrid Torelli : Margot Russell
- Matilda May Pawsey : Rebecca
- Archie Thomson : Aaron Falk jeune
- Jeremy Lindsay Taylor : Erik Falk, le père d'Aaron
- Ash Ricardo : Jennifer "Jenny" Falk, la mère d'Aaron